# Александр Бергамский
Александр (+ ок. 296, или 300 или 303, Рим или Бергамо) — воин, мученик из Бергамо. День памяти — 26 августа, 5 мая (перенесение мощей), 30 апреля (Армянская церковь), 25 февраля (Коптская церковь).

## Житие
Святой Александр считается центурионом Фиваидского легиона. Согласно одному преданию, он в присутствии императора Максимиана отказался поклониться идолам и растоптал их, после чего был усечён мечом.
Согласно другому преданию, святой Александр был приговорён к децимации, но избежал её и скрылся в Милане. Там он вновь был схвачен и брошен в тюрьму. От него требовался отказ от исповедания Христианской веры. В тюрьме его посетили святые Фиделий и епископ Матерн. Фиделий организовал бегство святого Александра, тот скрылся в Комо, но был вновь схвачен. Привезённый в Милан, святой Александр был приговорён к смерти через усечение главы. Но во время казни руки палача одеревенели. Святой Александр был вновь брошен в тюрьму, но вновь бежал и в итоге оказался в Бергамо, миновав Фара-Джера-д'Адда и Каприате-Сан-Джервазио.
В Бергамо он был гостем господина Кротация (Crotacius), который уговаривал его спрятаться от преследователей. Однако вместо этого святой Александр решил стать священником и обратил ко Господу многих жителей Бергамо, включая Фирма и Рустика, которые впоследствии были умучены. Святой Александр был вновь схвачен и обезглавлен 26 августа 303 года на месте, занимаемом ныне церковью святого Александра в Колонне (San Alessandro in Colonna).
Считается покровителем города Бергамо.

## Почитание
Бергамский кафедральный собор посвящён святому Александру и был построен около 585 года королём лангобардов Автари. Святой Александр — один из святых, почитаемых в храме святых Варфоломея и Александра Бергамских в Риме.